# Conotalopia minima
Conotalopia minima is een slakkensoort uit de familie van de Trochidae. De wetenschappelijke naam van de soort is voor het eerst geldig gepubliceerd in 1967 door Golikov.